# Patricio Negreira
Patricio Miguel Negreira (n. Buenos Aires, Argentina, 10 de mayo de 1976) es un exfutbolista y preparador físico argentino nacionalizado hondureño. Ha trabajado como preparador físico al lado de entrenadores de la talla de Carlos Martínez y Diego Vázquez. Actualmente es preparador físico del Fútbol Club Motagua.

## Trayectoria
Desarrolló su carrera profesional en Argentina y Honduras. 
Por varios años trabajó como preparador físico al lado del DT Carlos Humberto Martínez en clubes como Deportes Savio, Vida y Marathón.
Actualmente se encuentra desempeñando la función de preparador físico en el cuerpo técnico de la Selección de Honduras, que dirige Diego Martín Vázquez. Antes lo hizo en Motagua.

## Clubes

### Como jugador
| Club               | País      | Año       |
| ------------------ | --------- | --------- |
| Flandria           | Argentina | 1993-1997 |
| Ferro Carril Oeste | Argentina | 1997-1998 |
| Flandria           | Argentina | 1999-2002 |
| Vida               | Honduras  | 2002-2003 |
| Marathón           | Honduras  | 2003-2004 |
| Real España        | Honduras  | 2004-2005 |
| Universidad        | Honduras  | 2005      |
| Vida               | Honduras  | 2006      |
| Unión Ajax         | Honduras  | 2007-2008 |

### Como preparador físico
| Club                | País       | Año       |
| ------------------- | ---------- | --------- |
| Deportes Savio      | Honduras   | 2008-2009 |
| Vida                | Honduras   | 2009-2012 |
| Marathón            | Honduras   | 2013      |
| Motagua             | Honduras   | 2014-2022 |
| Selección Hondureña | Honduras   | 2022-2023 |
| Puntarenas          | Costa Rica | 2023      |
| Motagua             | Honduras   | 2023-     |